# Phostria eucharisalis
Phostria eucharisalis là một loài bướm đêm trong họ Crambidae.